# Ett herrans liv (svenskt TV-program)
Ett herrans liv var en svensk pratshow med Fredrik Wikingsson och Filip Hammar. Programmet påminner om 1980- och 1990-talsprogrammet Här är ditt liv. Fredrik och Filip intervjuar olika kändisar. I säsong 1 låtsas de kidnappa sin gäst i varje avsnitt, vilket inte är fallet i säsong 2. I säsong 2 rekryterades Sten "Taxi" Jonsson, som var med i säsong fyra av 100 höjdare. Han sitter med i publiken och ger kortare kommentarer i Taxi-TV som varje avsnitt började med.  I båda säsongerna gör de två-tre olika sketcher med varje gäst som spelas upp under avsnittet. Sketcherna handlar oftast om att kändisen driver med sig själv. Signaturmelodin är rapparen Skee-Lo med låten "I Wish". I introt är dansbandet Larz-Kristerz, som senare skulle vinna SVT:s Dansbandskampen kort med.

## Avsnitt

### Säsong 1 (2006)
| Nr | Titel    | Gäst             | Sändningsdatum | Tittarantal |
| -- | -------- | ---------------- | -------------- | ----------- |
| 1  | "S01E01" | Frank Andersson  | 13 april 2006  | 342 000     |
| 2  | "S01E02" | Tommy Körberg    | 20 april 2006  | 269 000     |
| 3  | "S01E03" | Göran Persson    | 27 april 2006  | 367 000     |
| 4  | "S01E04" | Dr. Alban        | 4 maj 2006     | 232 000     |
| 5  | "S01E05" | Lill-Babs        | 11 maj 2006    | 272 000     |
| 6  | "S01E06" | Runar Sögaard    | 18 maj 2006    | 161 000     |
| 7  | "S01E07" | Jonas Gardell    | 25 maj 2006    | 270 000     |
| 8  | "S01E08" | Ingvar Oldsberg  | 1 juni 2006    | 249 000     |
| 9  | "S01E09" | Lasse Berghagen  | 8 juni 2006    | 333 000     |
| 10 | "S01E10" | Kikki Danielsson | 22 juni 2006   | 236 000     |

### Säsong 2 (2006-2007)
| Nr | Titel    | Gäst               | Sändningsdatum   | Tittarantal |
| -- | -------- | ------------------ | ---------------- | ----------- |
| 1  | "S02E01" | Robert Gustafsson  | 20 november 2006 | 475 000     |
| 2  | "S02E02" | Fredrik Reinfeldt  | 27 november 2006 | 363 000     |
| 3  | "S02E03" | Ernst Kirchsteiger | 4 december 2006  | 338 000     |
| 4  | "S02E04" | Patrik Sjöberg     | 11 december 2006 | 340 000     |
| 5  | "S02E05" | Mikael Persbrandt  | 18 december 2006 | 409 000     |
| 6  | "S02E06" | Victoria Silvstedt | 8 januari 2007   | 377 000     |
| 7  | "S02E07" | Bert Karlsson      | 15 januari 2007  | 344 000     |
| 8  | "S02E08" | Mark Levengood     | 22 januari 2007  | 330 000     |
| 9  | "S02E09" | Jan Guillou        | 12 februari 2007 | 411 000     |
| 10 | "S02E10" | Arne Weise         | 19 februari 2007 | 234 000     |
| 11 | "S02E11" | Kjell Bergqvist    | 26 februari 2007 | 369 000     |